# Haloeffekt
Haloeffekt är en psykologisk term och en typ av kognitiv bias som från början beskrevs som att en person tillskrivs flera egenskaper eller prestationer av samma sort. Som begrepp myntades det av Edward Thorndike. Med tiden har begreppet breddats och inkluderar nu även varumärken, produkter och institutioner. Haloeffekten har observerats av flera olika psykologer i många studier efter Thorndike. I studier där interpersonella relationer undersöks har fenomenet visat sig vara starkt framträdande. En person som anses vara attraktiv, särskilt fysiskt attraktiv, har bedömts vara vänligare, mer sällskaplig, mer kompetent och mer framgångsrik än den som anses ha ett mer medelmåttigt utseende. Företag och annonsörer har kunnat använda kunskaper om fenomenet för att få in mer kunder. Det mest bemötta exemplet är när annonsörer använder sig av kända personer som visar upp företagets produkter.